# Bamenda-Hochland
Koordinaten: 6° 25′ N, 10° 45′ O
Das Bamenda-Hochland, auch Bamenda-Banso-Hochland genannt, liegt im Westen Kameruns und umfasst den größten Teil der Provinz Nord-Ouest, deren Metropole die gleichnamige Stadt Bamenda ist. Die südlichen und südwestlichen Gebiete des Hochlandes werden in der Sozialgeographie und unter kulturellen Aspekten als Kameruner Grasland bezeichnet.
Das Hochland erstreckt sich entlang der Kamerunlinie vom Massiv des Bambouto- bis zum Ngaoundere-Plateau. Die westlichen und nördlichen Ausläufer des Hochlandes bilden das Obudu- und das Mambilla-Plateau in Nigeria. Die höchste Erhebung des Hochlandes bildet der bis zu 3011 m hohe vulkanische Gebirgszug Oku, in dem die weltweit bekannten Seen Nyos, Oku und Manoun liegen. Das Bamenda-Hochland hob sich vor etwa 34 Mio. Jahren aus der Erdkruste empor, infolge des entstehens des Zentralafrikanischen Grabens und ist übersät mit zahlreichen Calderen, wie der Lefro- und der Santa-Mbu-Caldera in den Bamenda-Bergen.
Das Bamenda-Hochland besitzt eine große ökologische Bedeutung, da es die letzten größeren zusammenhängenden Gebirgsregenwälder Westafrikas mit einer großen Tier- und Pflanzenvielfalt beherbergt. Es kommen auf dem Hochland etwa 15 endemische Vogel-, 40 endemische Pflanzen-, 11 endemische Reptilien- und Amphibienarten vor. Im Hochland sind auch Populationen der Primaten des Schimpansen (Pan) und des vom Aussterben bedrohten Drill (Mandrillus leucophaeus) bekannt. Die Regenwälder wurden jedoch im letzten Jahrhundert stark fragmentiert, sodass der rund 20.000 Hektar große Kilum-Ijim-Wald das größte zusammenhängende Teilstück bildet und als Naturschutzgebiet ausgewiesen wurde. In den Regenwäldern des Bamenda-Hochlandes wurde zuletzt die Spitzmausart Sylvisorex silvanorum entdeckt.